# قائمة شهود تحقيق تشيلكوت للعراق
هذه قائمة بشهود تحقيق العراق، مرتبة ترتيبًا زمنيًا، والذين أدلوا بشهاداتهم في تحقيق تشيلكوت، وهو تحقيق عام بريطاني في دور المملكة المتحدة في حرب العراق. بدأ التحقيق، الذي ترأسه موظف الخدمة المدنية جون تشيلكوت، في 24 نوفمبر 2009. ومن نوفمبر إلى ديسمبر 2009، كان الشهود في المقام الأول من الموظفين المدنيين والمسؤولين العسكريين بمن فيهم تيم كروس وبيتر ريكيتس. وبعد عطلة عيد الميلاد، استمع التحقيق في الغالب إلى سياسيين، بمن فيهم وزراء سابقون، بمن فيهم جوردون براون وكذلك توني بلير، رئيس الوزراء وقت الغزو. أُجِّل تحقيق العراق في مارس 2010 لتجنب التأثير على الحملة الانتخابية العامة وأدلى آخر الشهود بشهاداتهم في يونيو 2011. في 6 يوليو 2016، نشر السير جون تشيلكوت التقرير، بعد أكثر من سبع سنوات من الإعلان عن التحقيق.

## نوفمبر 2009

### 24 نوفمبر
- السير بيتر ريكيتس – رئيس لجنة الاستخبارات المشتركة أثناء غزو العراق.

أدلى ريكيتس بشهادته بشأن التحضيرات لحرب العراق، حيث ادعى أنه كان هناك تهديد "ملموس" بأن صدام حسين قد يحصل على أسلحة دمار شامل، على الرغم من أنه مضى قائلاً إنه لم يكن أحد في الحكومة البريطانية يدعو إلى إزاحة حسين في تلك المرحلة. كما أخبر التحقيق أن الحكومة البريطانية كانت تراجع سياساتها بشأن العراق منذ وقت مبكر من عام 2001، تحسبًا لتولي إدارة بوش السلطة في الولايات المتحدة.
- السير ويليام باتي - رئيس قسم الشرق الأوسط بوزارة الخارجية والكومنولث في عام 2003.

وقد قدم باتي شهادة مماثلة بشأن المواقف تجاه "تغيير النظام"، على الرغم من أنه أضاف أن هجمات الحادي عشر من سبتمبر "أضافت حداً" إلى المخاوف بشأن امتلاك العراق لأسلحة الدمار الشامل.
- سيمون ويب - موظف حكومي؛ مدير السياسات في وزارة الدفاع في عام 2003.[1]
- السير مايكل وود – المستشار القانوني الرئيسي لوزارة الخارجية وشؤون الكومنولث في وقت الغزو.

كما قدم وود أيضًا أدلة في يناير 2010.

### 25 نوفمبر
- السير ويليام إيرمان - المدير العام للدفاع والاستخبارات في وزارة الخارجية وشؤون الكومنولث.

قدّم إيرمان أدلةً على أن معلوماتٍ استخباراتيةً عام 2003 أشارت إلى احتمال عدم امتلاك العراق أسلحة دمار شامل، وأن توني بلير، رئيس الوزراء آنذاك، كان على علمٍ بهذه الأدلة عندما قدّم "ملف سبتمبر" إلى البرلمان. إلا أن إيرمان دافع عن الغزو، مدعيًا أن العراق "انتهك"قرارات الأمم المتحدة.
- تيم دوز - مدير مكافحة الانتشار في وزارة الخارجية والكومنولث، 2001-2003.

وشهد دوز بأن معظم أسلحة الدمار الشامل العراقية كان من المعتقد أنها دمرت في حرب الخليج الأولى، لكنه زعم أن هناك "تهديدًا فريدًا" يشكله العراق، وهو ما يشير إليه استخدامه السابق لأسلحة الدمار الشامل.

### 26 نوفمبر
- السير كريستوفر ماير – السفير البريطاني لدى الولايات المتحدة، 1997–2003.

خلال إدلائه بشهادته، تحدث ماير عن لقاء خاص بين توني بلير والرئيس الأمريكي آنذاك جورج دبليو بوش، مؤكدًا أن بلير استخدم مصطلح "تغيير النظام" لأول مرة عقب ذلك اللقاء. كما انتقد ماير عملية تفتيش الأسلحة التي أُجريت قبل الغزو، وأعرب عن اعتقاده بأن قرار خوض الحرب في العراق اتُخذ قبل عام كامل من الغزو في الاجتماع الذي عُقد في مزرعة عائلة بوش.

### 27 نوفمبر
- السير جيريمي جرينستوك – السفير البريطاني لدى الأمم المتحدة ، 1997–2003.

شهد جرينستوك بأن غزو العراق لم يحظَ بدعم أغلبية أعضاء المملكة المتحدة أو الأمم المتحدة، واستمر في إبداء رأيه بأن الحرب كانت "مشكوكًا في شرعيتها"، على الرغم من أنه من غير المرجح أن يثبت عدم قانونيتها. كما ظهر جرينستوك أمام لجنة التحقيق في 15 ديسمبر/كانون الأول.

### 30 نوفمبر
- السير ديفيد مانينغ - مستشار السياسة الخارجية لتوني بلير، 2001-2003.

وشهد مانينغ بأن بلير مارس ضغوطًا على بوش من أجل استصدار قرار ثانٍ من الأمم المتحدة، لكنه كان "مستعدًا لإجراء تغيير في النظام إذا لم ينجح هذا الأمر"

## ديسمبر 2009

### 1 ديسمبر
- إدوارد تشابلن - مدير سياسة الشرق الأوسط، وزارة الخارجية والكومنولث، 2002-2004.

كان تشابلن شديد الانتقاد للتخطيط لما بعد الحرب في العراق، حيث صرح بأن وزارة الخارجية الأمريكية كانت لديها "إيمان مؤثر" بأن قواتها سوف تلقى ترحيبًا في العراق مع توقع إنشاء ديمقراطية بسرعة، ووصف خطط إعادة الإعمار بأنها "نقطة عمياء حقيقية".

### 3 ديسمبر
- الأدميرال اللورد بويس - رئيس أركان الدفاع، 2001-2003.

زعم بويس أن الولايات المتحدة افترضت عام 2002 أن المملكة المتحدة ستساهم بقوات في صراع العراق، قائلاً: "كان هناك تردد تام في تصديق" أن المملكة المتحدة لن تُلزم قواتها دون بذل جهود إضافية عبر الأمم المتحدة. كما هاجم بويس التخطيط لما بعد الحرب الذي أجرته وزارة التنمية الدولية برئاسة كلير شورت، واصفًا إياه بأنه "غير متعاون على الإطلاق"
- السير كيفن تيبيت - وكيل وزارة الدفاع الدائم من عام 1998 إلى عام 2005

زعم تيبيت أن تخطيط المملكة المتحدة للغزو كان "حذرًا"، إذ كانت سياستها تتمثل في السعي لمزيد من التدخل من قِبل الأمم المتحدة، وأصرت الحكومة البريطانية على الحصول على موافقة البرلمان قبل إرسال قوات. كما صرّح بأن التزام المملكة المتحدة بالغزو لم يُؤكَّد "إلا في النهاية"

### 4 ديسمبر
- اللواء ديفيد ويلسون – المستشار البريطاني للقيادة المركزية للجيش الأمريكي في عام 2002.[13]

وقال ويلسون للجنة التحقيق إن المسؤولين البريطانيين اطلعوا على خطط الغزو الأميركية في يونيو/حزيران 2002، لكنه ذكر أنه أبلغ المسؤولين الأميركيين بأنه "ما لم تُحَل القضايا السياسية والقانونية، فسوف يكون من الصعب على المملكة المتحدة أن تقدم حتى الدعم الأساسي".
- الفريق أول السير أنتوني بيجوت - نائب رئيس أركان الدفاع (الالتزامات)، 2000-2002.

قال ويلسون إن السرعة التي وصلت بها القوات إلى بغداد "لم تكن مفاجئة [...] لكن هذه ليست نهاية الحرب". ثم تحدث عن الفوائد التي سيجلبها الغزو المشترك للعلاقات بين الجيشين.
- دومينيك أسكويث - مدير العراق، 2004-2006؛ السفير البريطاني في العراق، 2006-2007.

أخبر أسكويث لجنة التحقيق أن وزارة الخزانة البريطانية، تحت قيادة وزير الخزانة آنذاك جوردون براون، رفضت تخصيص أموال إضافية لجهود إعادة الإعمار في البصرة التي كانت تحت السيطرة البريطانية، مدعياً أن الإدارات الحكومية أُمرت باستخدام الميزانيات الموجودة.

### 7 ديسمبر
- اللواء تيم كروس - الممثل البريطاني لدى سلطة التحالف المؤقتة والقائد العام لقوات مسرح العمليات في العراق لاحقًا.

أخبر كروس، ممثل المملكة المتحدة لدى مكتب إعادة الإعمار والمساعدة الإنسانية (الذي أصبح فيما بعد سلطة الائتلاف المؤقتة) ونائب جاي غارنر في وقت الغزو، لجنة التحقيق أنه حث توني بلير على تأجيل العمل العسكري قبل يومين من بدء الصراع، ومضى يقول إن التخطيط للعراق بعد الحرب كان "هزيلاً للغاية" وزعم أنه حذر من أن "العراق قد ينزلق إلى الفوضى" بعد الغزو وأن الحكومة لم تأخذ مخاوفه "على محمل الجد بما فيه الكفاية".

### 8 ديسمبر
- السير جون سكارليت - رئيس لجنة الاستخبارات المشتركة، 2001-2004؛ رئيس جهاز الاستخبارات السرية، 2004-2009.

سُئلت سكارليت مطوّلاً عن "ملف سبتمبر" والادعاء المشين بأن العراق قادر على إطلاق أسلحة خلال 45 دقيقة. أنكر سكارليت تعرضه لضغوط لـ"تأكيد" الملف، وأقرّ بأنه كان ينبغي أن يكون الملف أوضح، حيث أشار "ادعاء الـ 45 دقيقة" إلى الأسلحة التقليدية، وليس أسلحة الدمار الشامل، مع أنه صرّح بأن الملف أُعدّ بحسن نية.
- السير سوما تشاكرابورتي - السكرتير الدائم، وزارة التنمية الدولية، 2002-2007.

وقال تشاكرابورتي للجنة التحقيق إن الموظفين المدنيين مُنعوا من التواصل مع موظفي الأمم المتحدة في مراحل التخطيط للغزو بهدف إخفاء التخطيط العسكري، ثم أضاف أن المعرفة بالعراق كانت "ضئيلة إلى حد ما" بسبب غياب العلاقات الدبلوماسية بين المملكة المتحدة والعراق منذ حرب الخليج الأولى.
- المشير الجوي السير برايان بوريدج - قائد القوات البريطانية في العراق عام 2003 (كان يحمل رتبة مشير جوي آنذاك).[20]

تعلقت شهادة بوريدج بشكل رئيسي بالتحضيرات لغزو العراق. وادعى أن الجنرال تومي فرانكس، قائد الجيش الأمريكي، أخبره أن العمل العسكري الأمريكي ضد العراق كان مسألة "متى لا ما إذا"، وأن الحملة العسكرية نُفذت بطريقة تقلل من تأثيرها على البنية التحتية للبلاد وعلى المدنيين.

### 9 ديسمبر
- الفريق أول السير فريدي فيجرز - الممثل العسكري البريطاني الأقدم في العراق.

وزعم فيجرز أن "هواة" تم وضعهم في أدوار رئيسية في العراق، قائلاً "لدينا خبرة هائلة في هذا البلد - نحن لا نستخدمها ونضع هواة في مناصب مهمة للغاية ويتم قتل الناس نتيجة لبعض هذه القرارات".
- السير هيلاري سينوت – المنسق الإقليمي لجنوب العراق، سلطة التحالف المؤقتة.

انتقد سينوت سلطة التحالف المؤقتة، وهي الهيئة التي شُكِّلت لحكم العراق في الفترة الانتقالية، واصفًا تخطيطها بأنه "معيب للغاية"، ومضى يقول إن قرار إغلاق سلطة التحالف المؤقتة جاء "مفاجأة تامة" وأن "الافتراض [...] كان أن القرار كان متأثرًا إلى حد كبير باقتراب موعد انتخابات التجديد النصفي. لم تكن سلطة التحالف المؤقتة فائزة، ومن الأفضل تسليم المسؤولية للعراقيين والتوقف عن تحمل مسؤولية السيادة العراقية".
- الفريق أول السير غرايم لامب - قائد القوات المتعددة الجنسيات في جنوب شرق العراق في عام 2003؛ وفي وقت لاحق أصبح الممثل العسكري البريطاني الأقدم في العراق.

شبّه لامب سلطة التحالف المؤقتة بـ"الرقص مع دمية مكسورة. لقد تطلب الأمر جهدًا كبيرًا، ولم يُقدّم لك شريكك الكثير في المقابل". وقال إن القوات الأجنبية في البلاد "حافظت على سيطرتها"، لكن المشاكل التي تلت ذلك "لم تكن متوقعة [و] لم تُجهّز أو تُخصّص لها موارد"، وإن القوات الأجنبية "احتوت الفوضى الناشئة".

### 10 ديسمبر
- السير جون سيورز – مستشار السياسة الخارجية لتوني بلير؛ ورئيس جهاز الاستخبارات السرية لاحقًا.

وقال سويرز، الذي زار الولايات المتحدة في يناير/كانون الثاني 2001، للجنة التحقيق إن المسؤولين الأميركيين لم يكونوا يناقشون غزو العراق في ذلك الوقت، ولكن المملكة المتحدة والولايات المتحدة اتفقتا على أن سياسة الاحتواء ضد العراق في ذلك الوقت كانت "غير قابلة للاستمرار".

### 14 ديسمبر
- الفريق السير جون كيزلي – ممثل عسكري كبير، العراق 2004-2005.

شهد كيزلي أن المسؤولين الأمريكيين في العراق رفضوا الاعتراف بمواجهتهم تمردًا، زاعمًا أن وزير الدفاع الأمريكي دونالد رامسفيلد "أصدر تعليمات بعدم تسميته تمردًا". وأخبر كيزلي لجنة التحقيق أن الوضع في البلاد تدهور بعد توليه منصبه كممثل عسكري رفيع المستوى. ولاحظ تزايدًا في الهجمات على قوات التحالف وقوات الأمن العراقية، مشيرًا إلى أن "سيادة القانون غائبة تمامًا في عدد من المحافظات".
- الفريق جوناثان رايلي - قائد فرقة من القوات المتعددة الجنسيات في جنوب العراق، 2004-2005.

دافع رايلي عن قرار حل الجيش العراقي بعد الغزو، قائلاً إنه "حل نفسه بنفسه" فعليًا. ومع ذلك، أخبر لجنة التحقيق أنه "لم يتوقع [...] مواجهة تمرد"، وأن القوات "اضطرت إلى الخضوع لعملية إعادة تأهيل. وقد فعلنا ذلك أثناء تأدية واجبنا". ومع ذلك، تابع رايلي قائلاً إن القوات الجديدة التي وصلت إلى البلاد كانت "أفضل استعدادًا بكثير".

### 15 ديسمبر
- السير جيريمي جرينستوك – السفير البريطاني لدى الأمم المتحدة من عام 1997 إلى عام 2003.

غرينستوك، الذي مثل أيضًا أمام لجنة التحقيق في 27 نوفمبر/تشرين الثاني، أعرب عن اعتقاده بأن الحملة في العراق برمتها كانت "متسرعة" وافتقرت إلى مساهمة دولية، قائلاً: "كان هذا تمرينًا متسرعًا للغاية بالنسبة لحجم المهمة التي وجدناها على أرض الواقع؛ مهمة توقع البعض صعوبتها". وخلال تقديمه لشهادته، قاطعه السير جون تشيلكوت، رئيس لجنة التحقيق، وللمرة الأولى، عُقدت جلسة خاصة للتحقيق، وعُلِّق البث العام، بتأخير دقيقة واحدة.

### 16 ديسمبر
- السير جون ساورز – مستشار السياسة الخارجية لتوني بلير؛ ورئيس جهاز الاستخبارات السرية لاحقًا.

وزعم ساورز، الذي ظهر أيضاً أمام لجنة التحقيق في العاشر من ديسمبر/كانون الأول، أن الحكومة البريطانية ربما كانت لتعيد النظر في موقفها لو كانت قد توقعت مستوى العنف بعد الحرب وجاذبية العراق لتنظيم القاعدة وغيره من المتطرفين الإسلاميين، مستشهداً بتعليق الرئيس المصري حسني مبارك بأن الحرب سوف تطلق العنان لـ"100 بن لادن"، على الرغم من أنه خلص إلى أن العراق كان "مكاناً أفضل" في عام 2009 مما كان عليه في عام 2003.

### 17 ديسمبر
- جيم درَموند - مدير العراق، وزارة التنمية الدولية، 2003-2005.

لقد ركزت أدلة دراموند بشكل أساسي على قصف مقر الأمم المتحدة في بغداد في أغسطس/آب 2003، والذي قال إنه كان له "تأثير خطير للغاية" على جهود إعادة الإعمار حيث أُجليَ معظم موظفي الأمم المتحدة من العراق في أعقاب ذلك القصف، وأضاف دراموند قائلاً "لا أعتقد أننا كنا ندرك في ذلك الوقت مدى خطورة الأمر، لأننا كنا نتصور دوراً رئيسياً للأمم المتحدة في هذه العملية".

## يناير 2010

### 5 يناير
- السير ويليام باتي - رئيس قسم الشرق الأوسط في وزارة الخارجية والكومنولث في عام 2003؛ وفي وقت لاحق أصبح السفير البريطاني لدى العراق.

قال باتي، الذي سبق أن مثل أمام لجنة التحقيق في 24 نوفمبر، للجنة إن طموحات الإصلاح وإعادة إعمار العراق بعد الحرب كانت "على الأرجح أعلى من القدرة على تحقيقها" وتذكر أنه كتب "إن احتمال الانزلاق إلى حرب أهلية [...] كان على الأرجح أكثر احتمالاً من الانتقال إلى عراق مستقر ما لم تحدث أشياء معينة" وخلص إلى أن "ما يمكن تقديمه على باوربوينت لا يمكن تقديمه بالضرورة على الأرض. هذا شيء أذهلني خلال فترة وجودي هناك".

### 6 يناير
- الجنرال السير بيتر وول - قائد الفرقة المدرعة الأولى (المملكة المتحدة) في عام 2003؛ نائب رئيس هيئة الأركان العامة لاحقًا.

وتحدث وول، قائد فرقة في العراق في عامي 2003 و2004، إلى لجنة التحقيق بشأن ادعاء مثير للجدل مفاده أن القوات البريطانية كانت "هدفاً سهلاً" في قصر البصرة، وبشأن الملل الذي أصاب الجنود الشباب أثناء انسحاب القوات من قصر البصرة إلى المطار.
- كريستوفر برنتيس – السفير البريطاني لدى العراق، 2007–2009.

قدم برنتيس أدلة حول العلاقات بين المملكة المتحدة ورئيس الوزراء العراقي نوري المالكي.
- جون داي - المدير العام للسياسة العملياتية بوزارة الدفاع، 2007-2008؛ مدير السياسات بوزارة الدفاع، 2008-2009.

أدلى داي بشهادته في التحقيق بشأن التفاوض على وقف إطلاق النار بين القوات البريطانية وجماعة ميليشيا جيش المهدي.
- سيمون ماكدونالد – مستشار السياسة الخارجية لجوردون براون.

وقد قدم ماكدونالد أدلة تشير إلى أن الولايات المتحدة كانت قلقة بشأن الخطط البريطانية للانسحاب المبكر من البصرة، ونتيجة لذلك، قامت الحكومة البريطانية "بتعديل خططنا وفقًا لمناقشاتنا معهم" وغُيِّر نطاق وسرعة الانسحاب.

### 7 يناير
- الفريق بارني وايت سبونر - القائد العام للفرقة متعددة الجنسيات، جنوب شرق العراق، 2008-2009.

وقال وايت سبونر للجنة التحقيق إن القوات العراقية طلبت منه تنفيذ قصف جوي على مناطق يحتمل أن يسكنها مدنيون، لكنه رفض، وإن المقاومة "انهارت بسرعة" في مواجهة العملية البرية الناتجة عن ذلك.

### 8 يناير
- بيتر واتكينز - موظف حكومي في وزارة الدفاع

أخبر واتكينز لجنة التحقيق عن تعقيدات الانسحاب البريطاني من البصرة في عام 2009، قائلاً "كان ينبغي لنا أن نطبق مبدأ البلقان المتمثل في الدخول معًا والخروج معًا".

### 11 يناير
- الفريق أول ريتشارد شيريف - القائد العام للفرقة متعددة الجنسيات، جنوب شرق العراق يوليو 2006 - يناير 2007.

أخبر شيريف لجنة التحقيق أن القوات البريطانية لم تكن توفر الأمن في البصرة عام 2006، قائلاً إنه بالنسبة لمدينة يبلغ عدد سكانها 1.3 مليون نسمة، لم يكن بالإمكان إرسال سوى 200جندي في دورية واحدة، وأن "قوات المملكة المتحدة نُشرت [...] بفعالية" بينما "سدّ الميليشيات الفراغ". ونتيجةً لذلك، نفّذ شيريف تدريبًا إضافيًا لقوات الأمن العراقية 

### 12 يناير
- أليستير كامبل – مدير الاتصالات والاستراتيجية لدى توني بلير.

دافع كامبل عن كل كلمة وردت في "ملف سبتمبر" حول التهديد الذي يشكله العراق، والذي نُشر عام 2002، مؤكدًا أن على المملكة المتحدة أن تفخر بدورها في تغيير العراق من حاله إلى ما هو عليه الآن. وكشف كامبل أيضًا أن توني بلير أبلغ الرئيس جورج دبليو بوش سرًا أن المملكة المتحدة ستدعم الولايات المتحدة في العمل العسكري ضد العراق، مما أثار دعوات لنشر مراسلات خاصة بين بوش وبلير.

### 13 يناير
- اللورد تورنبول - الرئيس السابق للخدمة المدنية للملكة.

هاجم تيرنبول أليستير كامبل (الذي ظهر أمام اللجنة في اليوم السابق)، واصفًا تعليقاته بأنها "سيئة للغاية"، لكنه استمر في القول عن توني بلير: "فرضيتي هي أنه يبدأ كمغير للنظام".

### 15 يناير
- اللواء جراهام بينز - القائد العام للفرقة المدرعة الأولى (المملكة المتحدة)، 2007-2008.

كان بينز مسؤولاً عن تسليم السيطرة على مدينة البصرة رسميًا إلى المسؤولين العراقيين. وفي شهادته أمام لجنة التحقيق، وصف نقص المروحيات والاعتماد على تلك التي توفرها القوات الأمريكية، مع أنه وصف المروحيات الأمريكية بأنها "رائعة".
- الجنرال السير جون ريث - رئيس العمليات المشتركة، 2001-2004.

في 16 يناير/كانون الثاني، اتضح أن ريث قد أدلى بشهادته سرًا أمام لجنة التحقيق في 15 يناير/كانون الثاني، مستشهدًا بـ"أسباب شخصية"، مع أن نسخة من شهادته نُشرت لاحقًا على الموقع الإلكتروني للجنة التحقيق، مع حذف خمس كلمات منها بحجة "الأمن القومي". ركزت شهادة ريث بشكل رئيسي على المشتريات الدفاعية، حيث انتقد وزارة الدفاع، التي يزعم أنها ترددت في البدء في التخطيط للمشتريات لغزو العراق لتجنب تنبيه الرأي العام. وأكد ريث أنه لم يكن هناك نقص في المعدات في النهاية، ولكن لم يتم العثور على بعضها.

### 18 يناير
- جوناثان باول – رئيس الأركان السابق لتوني بلير.

رفض باول ادعاءات السير كريستوفر ماير (الذي ظهر أمام لجنة التحقيق في 26 نوفمبر) بأن خطاب توني بلير أصبح أكثر تشددًا بعد اجتماع خاص مع الرئيس بوش آنذاك، واستمر في القول "لم يكن هناك تعهد بالذهاب إلى الحرب مع العراق. لم يكن هناك قرار حاسم بالذهاب إلى الحرب".

### 19 يناير
- جيف هون عضو البرلمان – وزير الدولة للدفاع، 1999–2005.

كان هون أول عضو في حكومة توني بلير يدلي بشهادته أمام لجنة التحقيق في حرب العراق. أخبر هون اللجنة أنه سمع لأول مرة بادعاء قدرة العراق على إطلاق أسلحة في غضون 45 دقيقة عندما نُشر في ما يُسمى "ملف سبتمبر". وعندما طلب توضيحًا، قيل له إنه يشير إلى "أسلحة ساحة المعركة" فقط، وبعد ذلك "لم يُعِر هون اهتمامًا كبيرًا". كما صرّح هون بأن الدعم البريطاني للغزو لم يكن "حتميًا"، وردًا على انتقادات تخصيص وزارة الدفاع للموارد، ادعى أن وزارته تعاني من نقص التمويل.

### 20 يناير
- السير ديفيد أوماند - منسق الاستخبارات، وزارة الدفاع، 2002-2005.

وقال أوماند للجنة التحقيق في "ملف سبتمبر" إنه كان يخشى "أن ننتهي بوثيقة لا تعدو كونها سلسلة من التأكيدات [...] يمكننا أن نرى أن إضافة القليل من اللون المحلي مثل هذا هو بمثابة دعوة للمتاعب ولكننا لم نكتشف ذلك حقًا في ذلك الوقت".

### 21 يناير
- جاك سترو عضو البرلمان ووزير الخارجية، 2001–2006.

كان سترو ( وزير العدل آنذاك) ثاني عضو في حكومة توني بلير وأول وزير في الحكومة يُدلي بشهادته أمام لجنة التحقيق في حرب العراق، حيث أخبر الأعضاء أنه تصرّف "بناءً على أفضل الأدلة المتاحة آنذاك"، لكن "ادعاء الـ 45 دقيقة" "ظلّ يُطاردنا منذ ذلك الحين". ووصف قرار خوض الحرب في العراق بأنه "أصعب قرار" في حياته.

### 25 يناير
- ديه براون، عضو البرلمان – وزير الدولة للدفاع، مايو 2006 – أكتوبر 2008.

أخبر براون لجنة التحقيق أنه، نظرًا لعدم وجود أي خلفية عسكرية لديه، فقد وجد "صعوبة في التكيف" مع الوفيات التي كان عليه التعامل معها بصفته وزيرًا للدفاع، وكان هناك بعض السخط لأنه كان يشغل في نفس الوقت منصب وزير الدولة لشؤون اسكتلندا.
- جون هاتون عضو البرلمان ووزير الدولة للدفاع، أكتوبر 2008 – يونيو 2009.

صرح هوتون بأن نقص المروحيات كان "بلا شك عاملاً" في المهمة البريطانية في العراق [...] كان الجيش يرغب في الحصول على المزيد من المروحيات وكان السياسيون يرغبون في توفير المزيد منها" لكنه دافع عن الحرب بشكل عام.

### 26 يناير
- السير مايكل وود - المستشار القانوني الرئيسي، وزارة الخارجية وشؤون الكومنولث؛ 2001-2006.

وزعم وود أنه أخبر جاك سترو (وزير الخارجية آنذاك) أن غزو العراق دون قرار ثان من مجلس الأمن "سيكون بمثابة جريمة عدوان"، لكن نصيحته قوبلت بالرفض باعتبارها "عقائدية".
- إليزابيث ويلمشورست - نائبة المستشار القانوني الرئيسي، وزارة الخارجية وشؤون الكومنولث في الفترة التي سبقت الغزو.

وقالت ويلمشورست، الموظفة المدنية الوحيدة التي استقالت في أعقاب قرار غزو العراق، للجنة التحقيق إنه كان "أمراً غير عادي" أن يُطلب رأي النائب العام قبل أيام قليلة فقط من الغزو.

### 27 يناير
- اللورد جولدسميث – النائب العام البريطاني، 2001–2007.

اعترف جولدسميث أمام لجنة التحقيق بأنه قبل شهر من غزو العراق، كان يعتقد أن الحصول على قرار ثانٍ من الأمم المتحدة هو الخيار "الأسلم". ومع ذلك، وافق على العمل العسكري بناءً على صياغة القرارات القائمة التي يعود تاريخها إلى عام 1991، لكنه فوجئ بأن مجلس الوزراء لم يناقش نصيحته. مبررًا موقفه، قال جولدسميث: "إن الجيش يستحق حكمًا قاطعًا بشأن قانونية تحركه". كما نفى جولدسميث التقارير التي تفيد بأنه "أُجبر" على تغيير نصيحته في اجتماع مع اللورد فالكونر من ثوروتون، المستشار اللورد آنذاك.

### 29 يناير
- توني بلير – رئيس الوزراء في وقت الغزو.

في أكثر الأدلة ترقبًا لتقديمها إلى لجنة التحقيق في حرب العراق، أدلى توني بلير، رئيس الوزراء الذي قاد المملكة المتحدة إلى الحرب في العراق، بشهادته التي استغرقت أكثر من ست ساعات. وشدد بلير تحديدًا على تأثير هجمات 11 سبتمبر على الأمن العالمي، مع نفيه إبرام أي "صفقة سرية" خلال اجتماعه الخاص مع جورج دبليو بوش في أبريل 2002. وفيما يتعلق بـ"ملف سبتمبر"، أقر بلير بأنه كان ينبغي عليه تصحيح التقارير الإعلامية التي أفادت بأن "ادعاء الـ 45 دقيقة" أشار إلى أسلحة الدمار الشامل، لكنه "أصر" على الادعاء بأن امتلاك العراق لأسلحة الدمار الشامل "أمرٌ لا شك فيه". كما نفى أن يكون دافعه "تغيير النظام"، مؤكدًا للجنة التحقيق أنه ما كان ليجرّ المملكة المتحدة إلى الحرب لو نصح المدعي العام بأنها غير مبررة قانونيًا. عندما سأله السير جون تشيلكوت، رئيس لجنة التحقيق، عما إذا كان لديه "أي ندم"، أجاب بلير "كان من الأفضل التعامل مع هذا التهديد، وإبعاده عن منصبه، وأعتقد حقًا أن العالم أصبح مكانًا أكثر أمانًا نتيجة لذلك"، حيث قاطعه أفراد الجمهور، واصفين إياه بـ "الكذاب" و"القاتل" إلى جانب صيحات الاستهجان عندما غادر غرفة التحقيق.

## قبراير 2010

### 1 فبراير
- المشير الجوي السير جوك ستيروب - رئيس أركان الدفاع، 2006-2010.

صرح ستيروب، الرئيس المحترف للقوات المسلحة البريطانية، للجنة التحقيق بأن القادة "لم يكن لديهم وقت كافٍ" قبل الغزو لتوفير جميع المعدات التي يحتاجونها، وأن شهرين إضافيين من التحضير كانا سيُحدثان "فارقًا كبيرًا". ومن بين المعدات التي ادعى ستيروب نقصها، الدروع الواقية، ومعدات القتال الصحراوي، والأحذية العسكرية. وأضاف ستيروب أنه وقادة آخرين أعربوا عن مخاوفهم للوزراء.
- الجنرال اللورد ووكر من ألدرينجهام - رئيس أركان الدفاع، 2003-2006.

وقال ووكر للجنة التحقيق إن الجيش كان يفتقر إلى التمويل اللازم لشن غزو للعراق وأن الوضع كان متوتراً للغاية لدرجة أن هناك خطر استقالة كبار الضباط.

### 2 فبراير
- كلير شورت عضو البرلمان ووزيرة الدولة للتنمية الدولية، 1997-2003.

استقالت شورت من مجلس الوزراء عام 2003 احتجاجًا على التخطيط للعراق بعد الحرب. وزعمت أن اللورد جولدسميث، المدعي العام آنذاك، قد "ضُغط عليه" ليُعلن أن الحرب قانونية (وهو ما نفاه جولدسميث بناءً على أدلة)، وأن مجلس الوزراء قد "ضُلِّل" بشأن قانونية الغزو، وأن موافقة البرلمان كانت "ختمًا شكليًا" لتوني بلير. وأفادت شورت لجنة التحقيق بأن الحرب شُنت "على أمل ضئيل"، وادعت أنها "خُدعت" للبقاء في منصبها الوزاري حتى شهرين بعد الغزو بدلًا من الاستقالة في الوقت نفسه الذي استقال فيه روبن كوك.

### 3 فبراير
- السير كيفن تيبيت - وكيل وزارة الدفاع الدائم، 1998-2005.

اتهم تيبيت جوردون براون، وزير الخزانة آنذاك ، بـ"تقليص" الإنفاق الدفاعي بعد فترة وجيزة من غزو العراق، وقال: "أعتقد أنه من العدل أن نقول إن وزارة الخزانة ككل لم تكن تريد منا أن نحصل على ما حصلنا عليه".
- جون ريد عضو البرلمان – وزير الدولة للدفاع، 2005-2006.

وزعم ريد أن "إخفاقات فيتنام" كانت تطارد الجيش الأميركي خلال الأيام الأولى من الحملة في العراق، وقال للجنة "إن الميراث من ذلك هو أن الجنود الأميركيين قاتلوا في ساحة المعركة وبعيدًا عن بناء الأمة" وأن المملكة المتحدة من المرجح أن تبقى في العراق لفترة أطول مما كان متوقعًا، مع الحفاظ على "نقاط الضعف" مثل دعم المروحيات والاستخبارات المتخصصة والإمدادات الطبية.
- آن كلويد، عضو البرلمان – المبعوثة الخاصة إلى العراق لحقوق الإنسان.

وقالت كلويد للجنة التحقيق إنها كانت مقتنعة بضرورة اتخاذ إجراء عسكري في العراق وأن الأكراد يعتقدون أن هذا هو السبيل الوحيد للحفاظ على حقوقهم الإنسانية.

### 8 فبراير
- الجنرال السير جون ماكول – نائب القائد والممثل البريطاني الأقدم في القوة المتعددة الجنسيات في العراق.
- جاك سترو عضو البرلمان ووزير الخارجية وشؤون الكومنولث السابق.

اُستُدعي سترو (بعد أن أدلى بشهادته سابقًا في 21 يناير) إلى التحقيق في ضوء الأدلة التي قدمها محاميا وزارة الخارجية السير مايكل وود وإليزابيث ويلمهيرست. زعم سترو أنه لم تكن هناك حاجة لمجلس الوزراء للاستماع إلى كيفية توصل المدعي العام آنذاك، اللورد جولدسميث، إلى استنتاجاته بشأن قانونية الغزو، وأن مجلس الوزراء كان بحاجة إلى "قرار بالموافقة أو الرفض".

## مارس 2010

### 5 مارس
- جوردون براون عضو البرلمان - وزير الخزانة 1997-2007، رئيس الوزراء 2007-2010.
- دوغلاس ألكسندر، عضو البرلمان ووزير الدولة للتنمية الدولية 2007-2010.

## يونيو 2010

### 29 يونيو
- دوغلاس براند المستشار الرئيسي للشرطة في وزارة الداخلية العراقية 2003-2005.
- السير جون هولمز - سفير المملكة المتحدة لدى فرنسا، 2001-2007.

### 30 يونيو
- اللورد جاي أوف إيولمي - وكيل وزارة الخارجية وشؤون الكومنولث الدائم، 2002-2006.
- إيان ماكليود - المستشار القانوني لبعثة المملكة المتحدة لدى الأمم المتحدة، 2001-2004.
- كاثي آدامز - مستشارة قانونية، الأمانة القانونية لضباط القانون، 2002-2005.

## يوليو 2010

### 2 يوليو
- بروس مان  [لغات أخرى]‏ - المدير العام للإدارة المالية، وزارة الدفاع، 2001-2004.
- توم ماكين - المدير العام للموارد والخطط، وزارة الدفاع، 2002-2006.
- تريفور وولي - المدير العام للموارد والخطط، وزارة الدفاع، 1998-2002 والمدير المالي، وزارة الدفاع، 2003-2009.

### 5 يوليو
- سالي كيبل - وكيلة وزارة الدولة البرلمانية للتنمية الدولية، 2002-2003.

### 6 يوليو
- آندي بيرباك - مدير العمليات والبنية التحتية في سلطة التحالف المؤقتة، 2003-2004.
- مارتن هوارد - المدير العام للسياسة العملياتية، وزارة الدفاع، 2004-2007.
- بوب أينسورث، عضو البرلمان - وزير الدولة للقوات المسلحة، 2007-2009 ووزير الدولة للدفاع، 2009.

### 7 يوليو
- ريتشارد دالتون - سفير المملكة المتحدة لدى إيران ، 2003-2006.
- جيفري آدامز - سفير المملكة المتحدة لدى إيران، 2006-2009.

### 9 يوليو
- جوناثان كونليف - المدير الإداري، التنظيم المالي والصناعة، 2002 والمدير الإداري، السياسة الاقتصادية الكلية والتمويل الدولي، وزارة الخزانة البريطانية، 2002-2007.
- مارك إيثرينغتون - رئيس فريق إعادة الإعمار الإقليمي، البصرة، 2006-2007.

### 16 يوليو
- مايكل ويرينغ - مبعوث رئيس الوزراء لإعادة الإعمار في جنوب العراق ورئيس لجنة تنمية البصرة، 2007-2009
- آدم إنغرام - وزير الدولة للقوات المسلحة، 2001-2007.

### 19 يوليو
- مارك مانز - نائب القائد العام المساعد، 2005-2008
- ديفيد بوكوك - نائب رئيس أركان الدفاع (شؤون الموظفين)، 2005-2007.
- بيتر ويلكنسون - نائب رئيس أركان الدفاع (شؤون الموظفين)، 2007-2010.

### 20 يوليو
- إليزا مانينغهام بولر - نائبة المدير العام لجهاز الأمن (MI5) حتى عام 2002 ثم المدير العام لجهاز الأمن، 2002-2007.
- آندي سالمون - قائد عام للفرقة متعددة الجنسيات (جنوب شرق)، 2008 إلى 2009.
- لويس ليليوايت - جراح عام، 2006-2009.

### 21 يوليو
- ستيفن وايت - مدير القانون والنظام والمستشار الأول للشرطة في سلطة التحالف المؤقتة، من 2003 إلى 2004.
- كولن سميث - مستشار أول للشرطة، البصرة، 2005-2006
- أنتوني بالمر - نائب رئيس أركان الدفاع (شؤون الموظفين)، 2002-2005.
- أليستير إروين - مساعد عام، 2003-2005.
- كارولين ميلر - مديرة أوروبا والشرق الأوسط والأمريكتين، وزارة التنمية الدولية، 2001-2004.

### 23 يوليو
- بول كيرناغان - رئيس قسم الشرطة الدولية، رابطة كبار ضباط الشرطة في إنجلترا وويلز وأيرلندا الشمالية، 2001-2008.

### 26 يوليو
- روني فلاناغان - كبير مفتشي شرطة الملكة، 2005-2008.
- بيتر سبنسر - رئيس المشتريات الدفاعية، 2003-2007.

### 27 يوليو
- روبرت فولتون - نائب رئيس أركان الدفاع (قدرة المعدات)، 2003-2006.
- أندرو فيجوريس - نائب رئيس أركان الدفاع (قدرة المعدات)، 2006-2009.
- هانز بليكس - الرئيس التنفيذي الأول للجنة الأمم المتحدة للرصد والتحقق والتفتيش، 2000-2003.

### 30 يوليو
- جون بريسكوت - نائب رئيس وزراء المملكة المتحدة، 1997-2007.

## يناير 2011

### 18 يناير
- المارشال الجوي جلين توربي - قائد القوات الجوية للمملكة المتحدة لعملية تيليك ون، 2003، ورئيس العمليات المشتركة، 2004-2006، ثم رئيس هيئة الأركان الجوية، 2006-2009.

### 19 يناير
- توم ماكين - نائب رئيس وزارة الدفاع والأمانة العامة للشؤون الخارجية، مكتب مجلس الوزراء، 1999-2002.
- ستيفن وول - مستشار رئيس الوزراء للشؤون الأوروبية ورئيس الأمانة الأوروبية لمكتب مجلس الوزراء، 2000-2004.

### 21 يناير
- توني بلير - رئيس وزراء المملكة المتحدة، 1997-2007.

### 25 يناير
- اللورد تورنبول - وزير مجلس الوزراء ورئيس الخدمة المدنية الداخلية، 2002-2005.
- اللورد ويلسون من دينتون - وكيل وزارة الداخلية الدائم، 1998-2002.

### 26 يناير
- ديفيد ريتشموند - نائب الممثل الخاص للمملكة المتحدة في العراق، 2003-2004، الممثل الخاص للمملكة المتحدة في العراق، 2004، المدير العام للدفاع والاستخبارات، وزارة الخارجية وشؤون الكومنولث، 2004-2007.

### 27 يناير
- اللورد بويس - رئيس أركان الدفاع، 2001-2003.

### 28 يناير
- جوس أودونيل - سكرتير مجلس الوزراء، 2005-2011.

### 31 يناير
- ستيفن باتيسون - رئيس إدارة الأمم المتحدة، وزارة الخارجية وشؤون الكومنولث، 2001-2003.
- جون باك - مدير شؤون العراق، وزارة الخارجية وشؤون الكومنولث، 2003-2004.

## فبراير 2011

### 2 فبراير
- جاك سترو، عضو البرلمان ووزير الدولة للشؤون الخارجية والكومنولث، 2001-2006.

## روابط خارجية
- قائمة الأدلة الشفوية المقدمة علناً إلى لجنة التحقيق في العراق
- قائمة الأدلة الخاصة المقدمة إلى لجنة التحقيق في حرب العراق
- قائمة الأدلة المكتوبة المقدمة إلى لجنة التحقيق في العراق
- الإفادات المقدمة إلى لجنة التحقيق العراقية من قبل الشهود
- بي بي سي نيوز - الجدول الزمني اليومي للأدلة المقدمة إلى لجنة التحقيق في العراق